# Джон Гопкінс
Джонатан Джуліан «Джон» Гопкінс (англ. Jonathan Julian "Jon" Hopkins; 15 серпня 1979 р., Кінгстон-на-Темзі, графство Саррей, Велика Британія) — англійський музикант і продюсер, який пише та виконує електронну музику. Він розпочав свою кар'єру, граючи на клавішних і був продюсером у Імоджен Хіп, а також брав участь у створенні альбомів Браяна Іно, Coldplay, Девіда Голмса та інших.
Гопкінс написав саундтрек до фільму Монстри 2010 року, який був номінований на премію Айвора Новелло за Найкращу оригінальну музику. Його третій студійний альбом Insides досяг 15 місця в американському чарті танцювальних/електронних альбомів у 2009 році. Його спільні роботи Small Craft on a Milk Sea з Браяном Іно та Лео Абрагамсом і Diamond Mine з King Creosote досягли 82 місця в UK Albums Chart. Обидва його альбоми Diamond Mine (2011) та Immunity (2013) були номіновані на Mercury Prize. Його п'ятий студійний альбом Singularity отримав номінацію на Ґреммі за Найкращий танцювальний/електронний альбом у грудні 2018 року. Шостий студійний альбом Гопкінса, Music for Psychedelic Therapy, вийшов 12 листопада 2021 року.

## Ранні роки та освіта
Джон Гопкінс народився 1979 року в Кінгстон-апон-Темс та виріс у сусідньому Вімблдоні. Вперше він дізнався про електронну музику, почувши ранній хаус по радіо у віці семи чи восьми років, а також став фанатом Depeche Mode і Pet Shop Boys. Ці записи надихнули його на раннє захоплення синтезаторами.
У віці 12 років Гопкінс почав навчатися грі на фортепіано на молодшому відділенні Королівського музичного коледжу в Лондоні, де продовжив навчання до 17 років. Композиторами, які справили на нього великий вплив під час навчання, були Равель і Стравинський, і зрештою він виграв конкурс на виконання Фортепіанного концерту соль мажор з оркестром Равеля. Певний час Гопкінс розглядав можливість стати професійним піаністом, але вирішив, що класичне музичне виконання є занадто формальним і нервовим, щоб займатися ним на постійній основі.
У підлітковому віці він також слухав ейсід-хауз, ранній гардкор, ґрандж, а також таких електронних виконавців, як Acen, Seefeel і Plaid. У 14 років Гопкінс придбав свій перший комп'ютер, Amiga 500, і почав програмувати MIDI-матеріали. У віці 15 років він накопичив достатньо грошей від перемог у фортепіанних конкурсах, щоб купити низькорівневий професійний синтезатор Roland, і на ньому почав створювати свої перші повноцінні електронні композиції.

## Кар'єра

### 1997—2004: Ранні роки
Після складання випускних іспитів у віці 17 років Гопкінс супроводжував свого друга Лео Абрагамса на прослуховуванні бек-вокальної групи для Імоджен Хіп. Гопкінс також вирішив взяти участь у прослуховуванні, і його взяли на клавішні та семпли, тоді як Абрагамса взяли гітаристом. Він гастролював з новою групою протягом усього 1998 року.
У 1999 році Гопкінс підписав контракт з бутиковим лондонським лейблом Just Music як сольний виконавець і почав записувати свій дебютний альбом Opalescent. У той час він також працював неповний робочий день як студійний музикант. Opalescent привернув позитивну увагу преси одразу після релізу, а кілька треків було ліцензовано для серіалу Секс і місто. The Guardian відгукнувся про нього як про «чудово реалізований дебют. Використовуючи синтезаторні витоки, фазування та відлуння гітар і фортепіано, а також охолоджені біти, його чудові мелодії дрейфують від спокою до моторошної сили, як неспокійне море. Він порадує будь-якого любителя гарної музики». DJ Magazine дав йому 4/5 зірок і заявив: «Фортепіано, гітарні струни і повільні біти змішуються, як хмари на заході сонця (або опіатний коктейль), фільтруючись і розсіюючись, як елегантно втрачена краса. Темні барабани додають ще більшої глибини».
Свій другий альбом, Contact Note, Гопкінс випустив на лейблі Just Music у 2004 році, ще працюючи студійним музикантом. Альбом поступово здобув прихильників в андеграунді, але так і не став популярним, що змусило Гопкінса розчаруватися в сольній кар'єрі і зробити перерву в творчості, щоб навчитися продюсуванню.

### 2004—2007: Робота з Браяном Іно та Coldplay
До 2004 року Абрагамс деякий час співпрацював з ембієнт-музикантом і продюсером Браяном Іно. Абрагамс продемонстрував для Іно частину другого альбому Гопкінса, і Іно запросив його приєднатися до них на джем-сейшн. У перший день їхньої співпраці вони придумали частину музики для майбутнього альбому Іно Another Day on Earth, і Гопкінс став довгостроковим співавтором. Незабаром після цього Гопкінс продюсував альбом музиканта King Creosote Bombshell, який поклав початок його співпраці з лейблом Fence Collective. Він також був співавтором треків з діджеєм і композитором Девідом Голмсом для альбому Голмса Holy Pictures і зробив ремікси для Джеймса Йоркстона.
У 2007 році Іно, який продюсував майбутній альбом Coldplay Viva la Vida or Death and All His Friends, запросив Гопкінса приєднатися до гурту в студії на один день. Зрештою, Гопкінс залишився і брав участь у роботі над альбомом протягом наступного року, став співпродюсером кількох треків і грав на органі, фісгармонії та інших клавішних інструментах в інших композиціях. Вступ до треку «Violet Hill» з'явився в результаті імпровізації Гопкінса і Давіде Россі, струнного аранжувальника альбому. Протягом цього періоду Гопкінс періодично створював власні сольні треки, і його пісня «Light Through the Veins» була адаптована для вступу до першого треку альбому «Life in Technicolor». «Light Through the Veins» також була обрана групою як бек-вокал для треку «The Escapist», який захований в кінці альбому. Viva la Vida був випущений у 2008 році і здобув нагороду за Найкращий рок-альбом на премії Ґреммі 2009 року, а також став найпродаванішим альбомом 2008 року. Coldplay попросили Гопкінса працювати діджеєм на концертах і відкривати їхнє світове турне 2008 року. Гопкінс гастролював з групою протягом шести місяців по Англії, США і Японії. Він виступав на таких майданчиках, як Медісон-сквер-гарден і лондонська О2 Арена, де збиралися натовпи до 20 000 чоловік.

### 2008—2013:Entity; продюсування

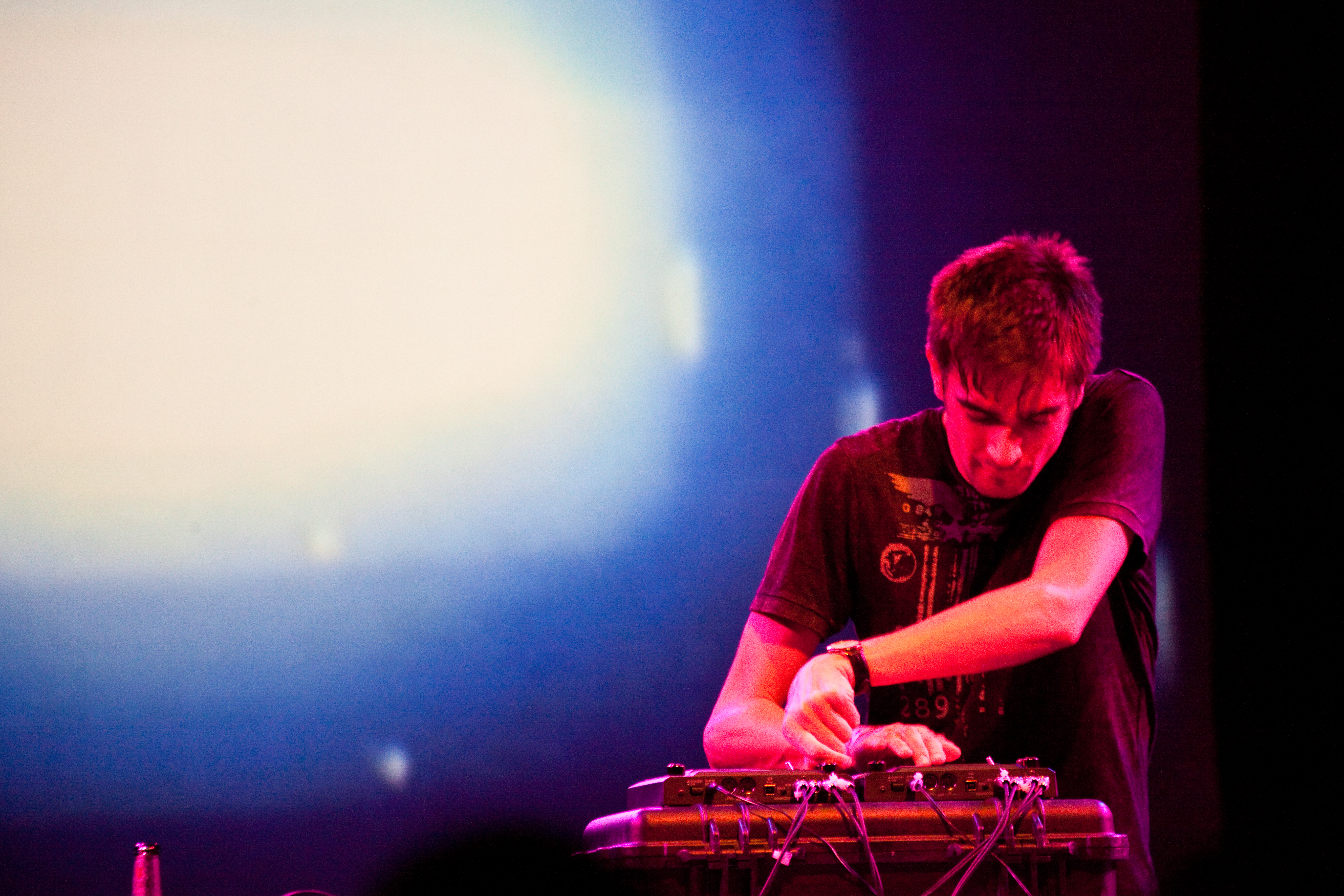
Гопкінс у 2009 році

У 2008 році Гопкінс отримав замовлення від хореографа Вейна МакГрегора написати музику до вистави Entity, постановки групи МакГрегора «Random Dance». Вистава Entity була показана наживо у театрі Sadler's Wells у квітні 2008 року і отримала схвальні відгуки критиків. Світовий тур тривав протягом 2008 та 2009 років.
Гопкінс також є співавтором та продюсером альбомів таких виконавців, як Девід Голмс і Ден Арборіз. Він також знаний як реміксер різноманітних виконавців, включаючи Wild Beasts, Nosaj Thing, Imogen Heap, Four Tet, і Джеймса Йоркстона. Він також був одним з небагатьох продюсерів, обраних Rob Da Bank з BBC Radio 1 для реміксу першого електронного релізу режисера Девіда Лінча «Good Day Today» / «I Know», який був випущений на Sunday Best Records.

### 2008—2009:Insides
Наприкінці 2008 року Гопкінс підписав контракт зі звукозаписною компанією Domino Recording Company. 5 травня 2009 року Domino Records випустив третій альбом Гопкінса Insides, до якого увійшов трек «Light Through the Veins», що раніше був використаний на альбомі Coldplay Viva la Vida or Death and All His Friends. Деякі з треків були написані Гопкінсом епізодично з часу його останнього релізу, тоді як інші були засновані на музиці, яку він написав під час продюсування Entity. Гопкінс розробив інтенсивне концертне шоу на підтримку релізу, що призвело до клубних і фестивальних виступів по всій Європі та Сполучених Штатах Америки. Він домовився про виступи на розігріві з The xx, Röyksopp і Four Tet. Багато з його концертних шоу використовували фонові візуальні ефекти з анімацією Вінса Коллінза.
Insides посів 15 місце в чарті Billboard Dance/Electronic Albums. PopMatters включив альбом до десятки найкращих електронних альбомів 2009 року. Згідно з рецензіями, альбом «бере початок з ембієнт-електроніки, але використовує струнні та фортепіано, а також дуже смачні біти та бас під впливом дабстепу на деяких треках.» TinyMixTapes зазначили, що альбом:
|  | здається мені його найагресивнішим релізом. Його відчуття часу, чіткість продакшну та різноманітність ефектів, які він використовує, занурюють вас в історію, яку розповідає кожен інструмент. Джон Гопкінс не є людиною, яка натискає на кнопки пресетів; він є сумлінним композитором і кваліфікованим піаністом. Його майстерність вирізняє його з-поміж інших і дозволяє Insides бути таким же неймовірно зворушливим, яким він є і завжди буде. Він легко стане одним із найкращих електронних альбомів 2009 року. |

Пол Кларк з BBC написав, що
|  | Гопкінс [здатен] створювати музику настільки ж епічну, піднесену та емоційну, як і будь-яка потужна балада. Візьмемо, наприклад, «Light Through The Veins» ... близький родич «In All the Wrong Places» Ульріха Шнауса, це величний шматок широкоформатного шугейзингу, який стає все експансивнішим протягом усієї своєї десятихвилинної тривалості ... ніяка кількість відображеної слави ніколи не зможе повністю висвітлити таємничі глибини Insides. |

### 2009—2013: Pure Scenius, саундтреки

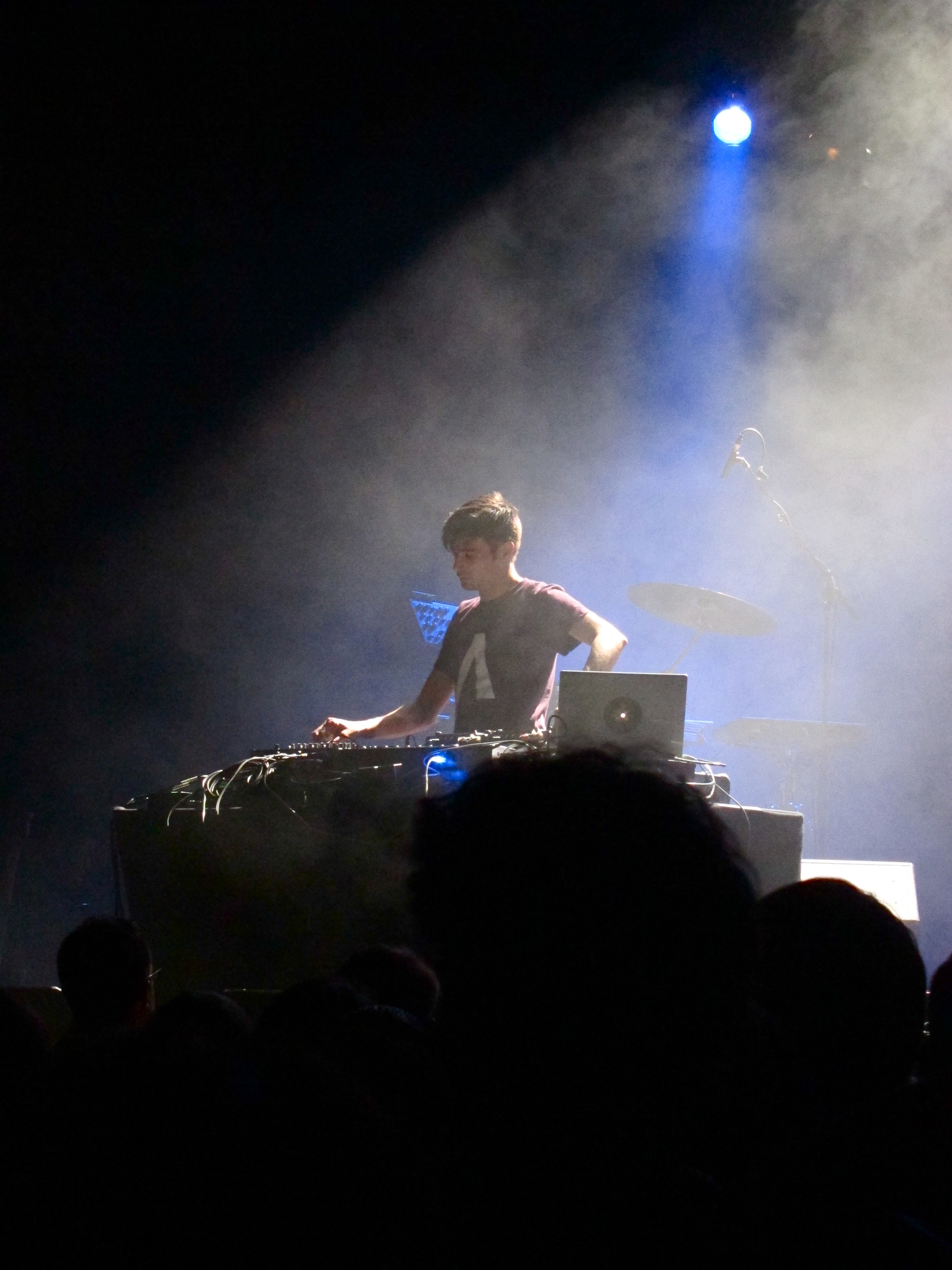
Гопкінс у 2011

У червні 2009 року Браян Іно запросив Гопкінса зіграти кілька сольних концертів на фестивалі Luminous у Сіднейському оперному театрі. За кілька тижнів до від'їзду Іно попросив Гопкінса об'єднатися з ним, Карлом Гайдом з гурту Underworld, Лео Абрагамсом і сіднейським імпровізаційним тріо The Necks у групу «Pure Scenius», запланований фінал фестивалю Luminous. Потім вони імпровізували музику на заздалегідь заплановані теми, зігравши три півторагодинні шоу в Оперному театрі, де вокалістом був Гайд. Pure Scenius знову зібралися через рік у Брайтоні, коли Іно був куратором Брайтонського фестивалю.
У 2009 році Гопкінс співпрацював з Браяном Іно та Лео Абрагамсом над музикою до фільму Пітера Джексона Милі кості. На початку 2010 року Гопкінс написав музику до короткометражного фільму Rob and Valentyna in Scotland режисера Еріка Лінна, який отримав почесну згадку в номінації короткометражного кіно на фестивалі «Санденс». Також у 2010 році Гопкінсу було доручено створити саундтрек до британського науково-фантастичного фільму Монстри режисера Гарета Едвардса. Для створення партитури Гопкінс частково використав струнні партії у виконанні аранжувальника Давіде Россі та гітару Лео Абрагамса. 29 листопада 2010 року альбом саундтреків вийшов на лейблі Domino Records. 2011 року партитуру було номіновано на премію Айвора Новелло в категорії Найкращий оригінальний саундтрек.

### 2009—2012: Співпраця
У 2009 році Гопкінс співпрацював з гуртом Tunng над мініальбомом Seven Gulps of Air, який був створений на замовлення дизайнера Крістофера Келлі для Лондонського тижня моди. Seven Gulps of Air увійшов до списку синглів року за версією видання Drowned in Sound.
У 2010 році Гопкінс співпрацював з Лео Абрагамсом та Браяном Іно для створення альбому Small Craft on a Milk Sea. Випущений лейблом Warp Records наприкінці 2010 року, альбом оснований на тритижневій сесії імпровізації, під час якої артисти записували близько шести годин матеріалу на день.
У 2011 році Гопкінс співпрацював з шотландським музикантом King Creosote над створенням альбому Diamond Mine, до якого увійшли тексти і вокал King Creosote, виконані на музичному тлі, аранжованому і записаному Гопкінсом. Альбом став кульмінацією приблизно семи тижнів роботи, розподіленої на сім років запису та співпраці, відтоді, як обидва артисти мали можливість зібратися разом. Альбом був випущений 28 березня 2011 року і отримав схвальні відгуки, серед яких була і блискуча рецензія від NPR. 19 липня 2011 року Гопкінс і Андерсон були оголошені номінантами на премію Barclaycard Mercury Prize 2011, яку щорічно присуджують за найкращий альбом у Великій Британії та Ірландії.
Також у 2011 році на лейблі Domino Records вийшов мініальбом Honest Words, спільний проєкт Гопкінса та King Creosote. У квітні 2012 року за цим послідувала ще одна співпраця з King Creosote: The Jubilee, також на лейблі Domino.
Гопкінс написав музику до фільму Кевіна Макдональда Як я тепер кохаю 2013 року.

### 2013:Immunity
Immunity — четвертий студійний альбом Гопкінса, випущений 4 червня 2013 року лейблом Domino Records. Серед артистів, які взяли участь у записі, були давній співавтор King Creosote, а також Корін Роддік і Меган Джеймс з гурту Purity Ring. Альбом був записаний і спродюсований у лондонській студії Гопкінса, причому Гопкінс часто використовував саморобні звукові ефекти або природне звучання кімнати. Журнал MixMag зазначав: «Immunity — це альбом органічного техно та вишуканих міні-симфоній.»
Immunity посів 13-те місце у списку Найкращих електронних альбомів за версією Billboard у США. У Британії він був номінований на премію Mercury Prize 2013 року за Найкращий альбом. Альбом отримав переважно позитивні відгуки критиків, отримавши відмінні оцінки від Mixmag та MusicOMH, та 4/5 від The Guardian. Pitchfork описав Immunity як «напрочуд вісцеральний, чуттєвий, впевнений електронний запис»,< а MusicOMH назвав його «сучасною класикою».
Відео на сингл «Open Eye Signal», зняте режисером Аойф МакАрдл, отримало нагороду за найкращу операторську роботу на церемонії вручення премії UK Music Video Awards.

### 2014–дотепер:Asleep Versions,SingularityтаMusic for Psychedelic Therapy
У 2014 році Гопкінс став співпродюсером пісні «Midnight» для альбому Ghost Stories гурту Coldplay, а 10 листопада випустив мініальбом під назвою Asleep Versions. До нього увійшли (за словами лейблу Domino Records) «чотири сповільнені, схожі на сон переосмислення» чотирьох треків з його альбому Immunity. Мініальбом містить додатковий вокал від Рафаель Стенделл-Престон з гурту Braids та постійного співавтора King Creosote, а також обкладинку від Роберта Гантера.
П'ятий студійний альбом Гопкінса, Singularity, вийшов на лейблі Domino Records 4 травня 2018 року. Він був номінований на премію Ґреммі за Найкращий танцювальний/електронний альбом. Шостий студійний альбом Гопкінса, Music for Psychedelic Therapy, вийшов 12 листопада 2021 року. Він містить ембієнтну музику, призначену для супроводу психоделічних подорожей, у тому числі трек зі словами духовного лідера Рама Дасса.

## Стиль та обладнання

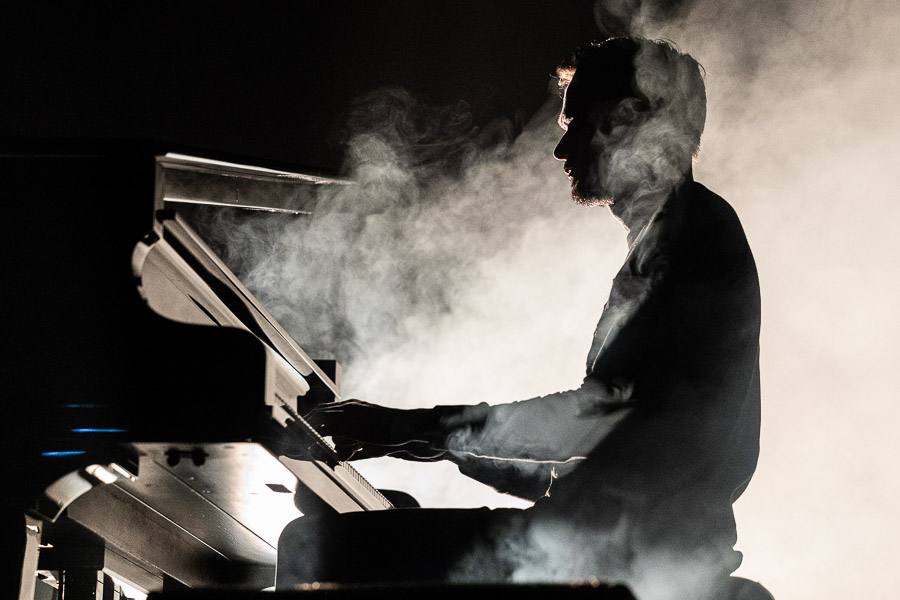
Гопкінс під час виступу, Осло, 2022 рік

### Стиль та жанр
Згідно з відгуками, «естетика Гопкінса постійно інтригує. Він виходить за межі жанрів, поєднуючи цифрову холодність з тонкими, буколічними текстурами; коливаючись від викривленої елегантності до дивної, тривожної глибини.» «Він створює потужно емоційну інструментальну музику, яка послідовно перетинає жанри, від сольного акустичного фортепіано до вибухового, важкого басового електро.» Крім того, він «скрупульозно будує соковиті, повільні аранжування, поєднуючи цифрові біти з заспокійливою атмосферою.»

### Обладнання та програмне забезпечення
Станом на вересень 2010 року його студійне обладнання використовує систему Logic, хоча всі його попередні релізи були записані на Cubase VST у поєднанні зі старою версією SoundForge. Він почав використовувати Logic, тому що його стара система була недостатньо потужною для роботи з відео для саундтреків до фільмів. Його концертне обладнання включає Ableton Live і ланцюжок з п'яти педів Kaoss Pads.

## Особисте життя
Гопкінс практикує аутогенне тренування та трансцендентальну медитацію, про що він каже: «Для мене це не просто розслаблення. Це може змусити музику текти так, що вона дійсно розслаблює, і я хочу провести в цьому місці якомога більше часу».

## Дискографія
Студійні альбоми
- Opalescent (2001)
- Contact Note (2004)
- Insides (2009)
- Immunity (2013)
- Singularity (2018)
- Music for Psychedelic Therapy (2021)
- RITUAL (2024)